# Yousif Jaber
Yousif Jaber Naser Al Hammadi (arabe : يوسف جابر) (né le 25 février 1985 à Baniyas aux Émirats arabes unis) est un joueur de football international émirati, qui évolue au poste de défenseur.

## Biographie

### Carrière en sélection
Avec l'équipe des Émirats arabes unis, il joue 42 matchs (pour 2 buts inscrits) depuis 2007. 
Il figure notamment dans le groupe des sélectionnés lors des Coupes d'Asie des nations de 2007 et de 2011.

## Palmarès
| Al Ahli - Championnat des Émirats arabes unis (1) : - Champion : 2008-09. - Coupe des Émirats arabes unis (1) : - Vainqueur : 2007-08. - Supercoupe des Émirats arabes unis (1) : - Vainqueur : 2008. - Finaliste : 2009. |  | Baniyas SC - Championnat des Émirats arabes unis : - Vice-champion : 2010-11. - Coupe du golfe des clubs champions (1) : - Vainqueur : 2012-13. - Coupe des Émirats arabes unis : - Finaliste : 2011-12. |